# Ardea alba
L'airone bianco maggiore (Ardea alba Linnaeus, 1758) è un uccello appartenente alla famiglia degli Ardeidi.

## Descrizione
L'airone bianco maggiore è il più grande tra gli Ardeidae presenti in Europa. Ha il piumaggio completamente bianco che non cambia nell'arco dell'anno. Il becco è generalmente giallo e le zampe sono di colore nerastro o giallo sbiadito alla base durante l'anno. Come tutti gli aironi ha però un abito nuziale nella stagione riproduttiva: In questo periodo il becco diventa nerastro e le zampe diventano più gialle fino a rossastre. Il piumaggio è più brillante e le piume si estendono come un ventaglio sulla parte inferiore del dorso. In volo appare molto massiccio e come tutti gli aironi tiene il collo piegato a S. Viene spesso confuso con la più comune garzetta, che possiede però zampe gialle e una lunghezza pari a circa la metà.

## Biologia

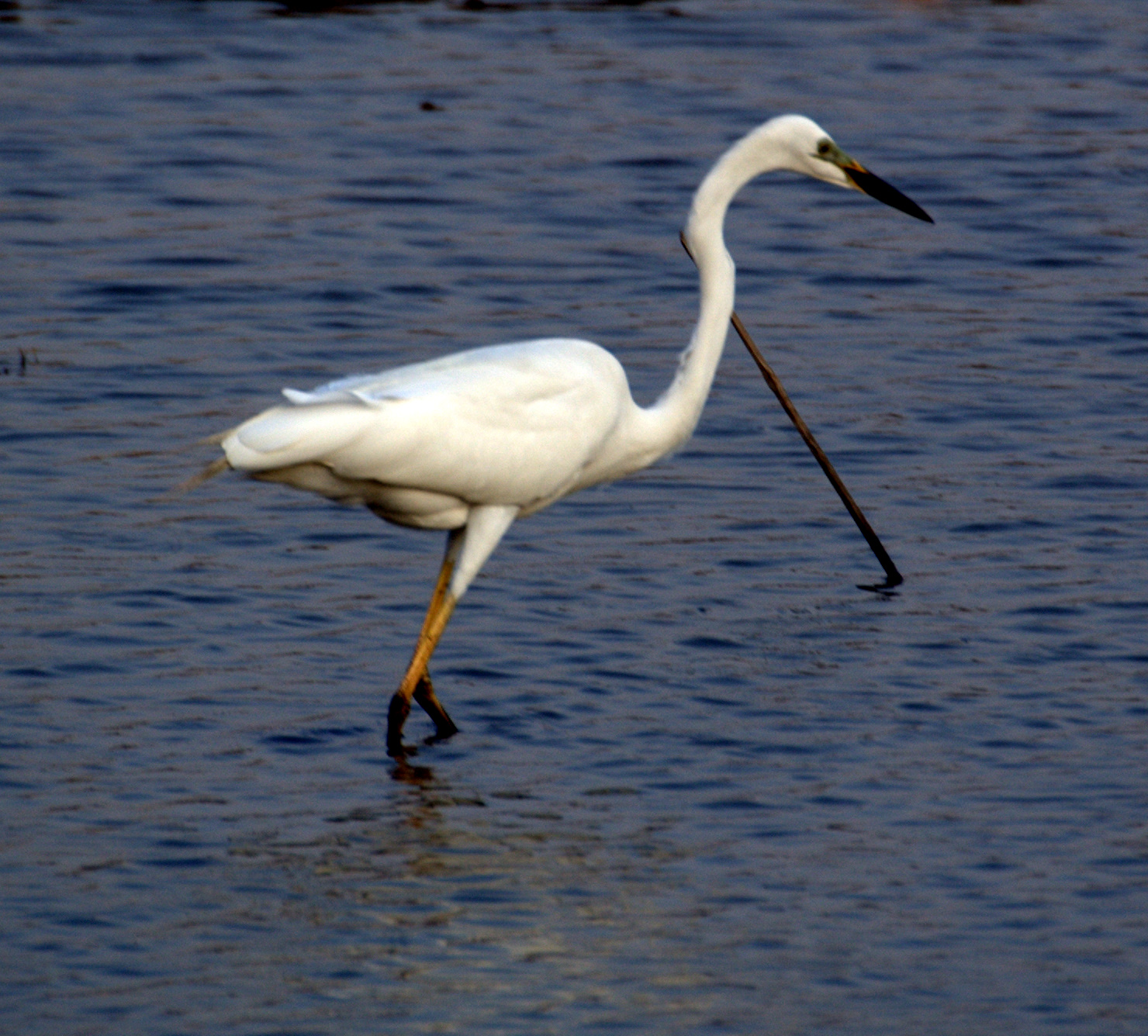
Airone bianco maggiore in agguato

### Riproduzione

Airone bianco maggiore

Garzetta, specie con cui è facile confondere l'airone bianco maggiore

L'airone bianco maggiore nidifica sia in coppie che in colonia, anche con altri Ardeidi. Il nido ha un diametro inferiore al metro ed è posto in canneti o sugli alberi. Durante il periodo riproduttivo le penne ornamentali sono molto importanti come segnale visivo sia durante le parate nuziali che nell'aggressione contro individui estranei.
Il maschio difende il proprio territorio eseguendo posture di minaccia tramite il rigonfiamento di queste penne, alternandovi anche brevi voli circolari e attacchi col becco. Quando invece si incontrano i due partner c'è un cerimoniale di saluto: le penne vengono innalzate sul dorso mentre gli aironi sollevano le ali. Depone da 2 a 5 uova, di colore blu pallido che vengono incubate per 25 giorni. Dimensioni dell'uovo: 61x43 mm. I giovani sono di colore bianco. Si allontanano dal nido dopo una ventina di giorni e volano dopo circa 6 settimane di vita.

### Alimentazione
Si nutre in maniera solitaria, a volte in piccoli gruppi, principalmente in zone umide. Usa solitamente la tecnica della "camminata lenta". Si nutre generalmente di pesci ma anche di insetti, anfibi e rettili; occasionalmente cattura anche piccoli mammiferi (roditori) o nidiacei di uccelli.

## Distribuzione e habitat
L'areale dell'airone bianco maggiore è incredibilmente vasto e ricopre tutti i continenti con varie sottospecie. Occupa gran parte delle Americhe (dal Canada fino alla Terra del Fuoco), tutto il continente africano (esclusa la zona del deserto del Sahara) e nei territori centrali di Asia ed Europa.
In Italia è considerata specie migratrice regolare e in seconda istanza svernante e nidificante in Nord Italia e Delta del Po. In particolare negli ultimi decenni ha iniziato a nidificare in Italia, a fronte di una notevole espansione in Europa data dalle popolazioni dei Balcani.
La maggior parte delle popolazioni europee sono sedentarie mentre quelle più settentrionali e orientali svernano nel Mediterraneo. In Italia è una specie migratrice regolare che ultimamente ha colonizzato nuovi ambienti diventando parzialmente stanziale. Frequenta ambienti umidi, specialmente i canneti, le praterie umide, le lagune, le rive di laghi e fiumi; occasionalmente la si può trovare in zone marine come banchi di alghe e zone scoperte di marea, nonché in zone agricole specialmente nelle risaie allagate.

## Conservazione
Questa specie ha un ampio areale (stimato in circa 10000000 km²) e una popolazione alquanto numerosa. Per tali ragioni la IUCN la considera una specie a basso rischio di estinzione (Least Concern).
È specie protetta ai sensi della legge 157/92.

## Galleria d'immagini

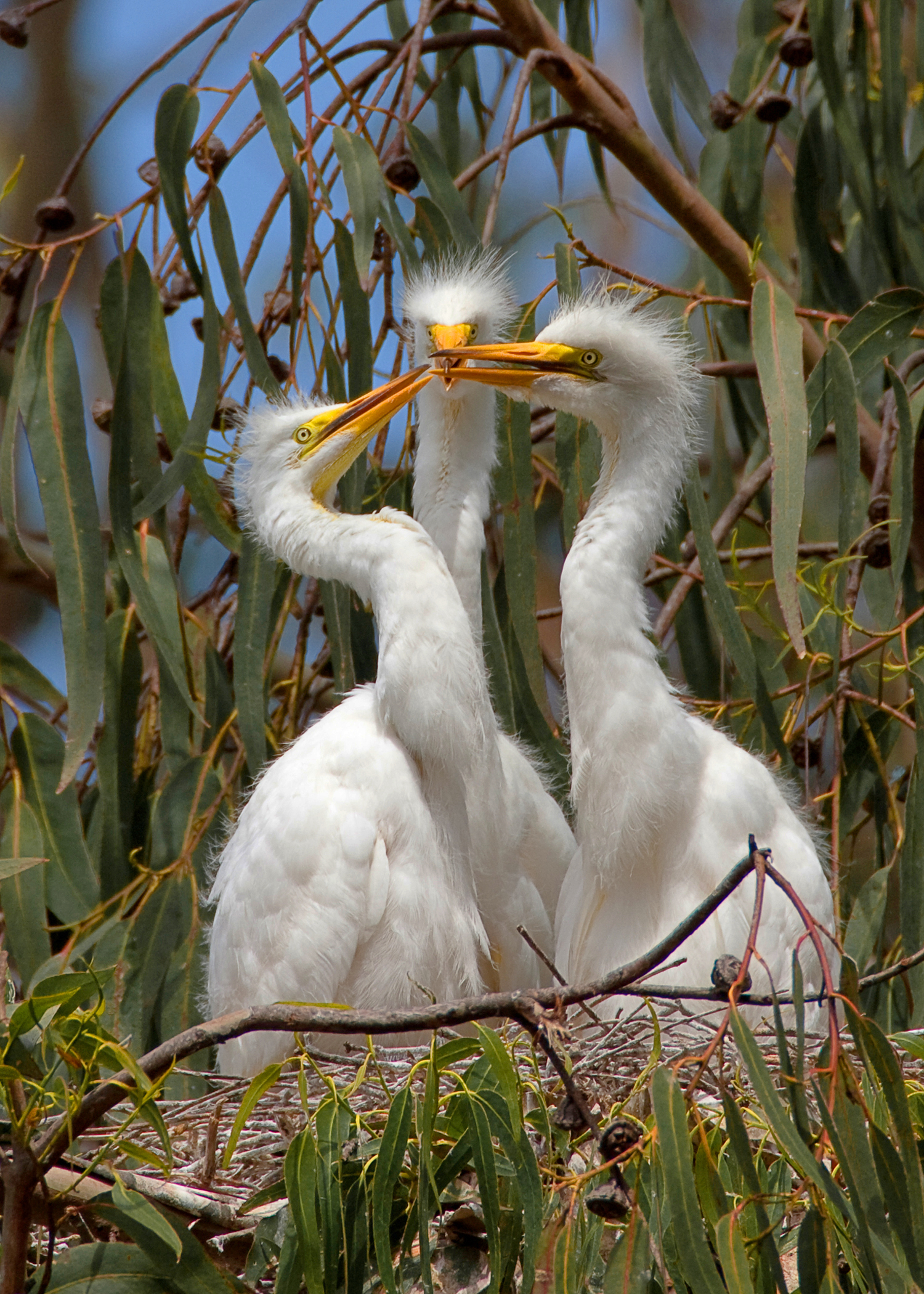
Nido con tre piccoli
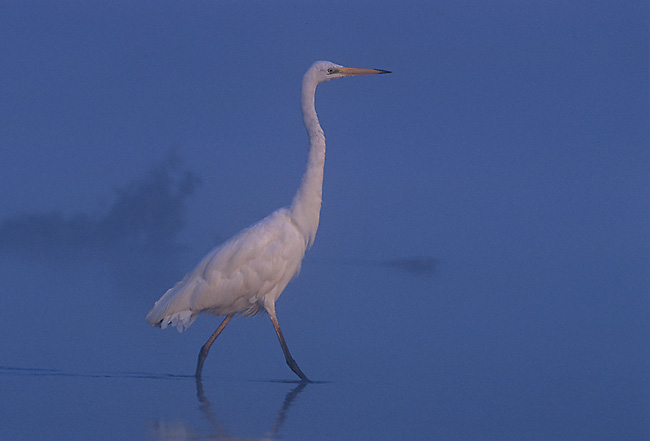
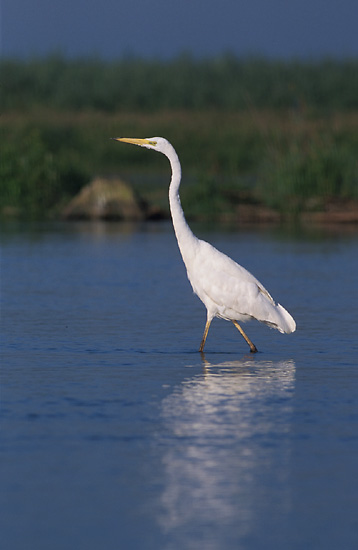
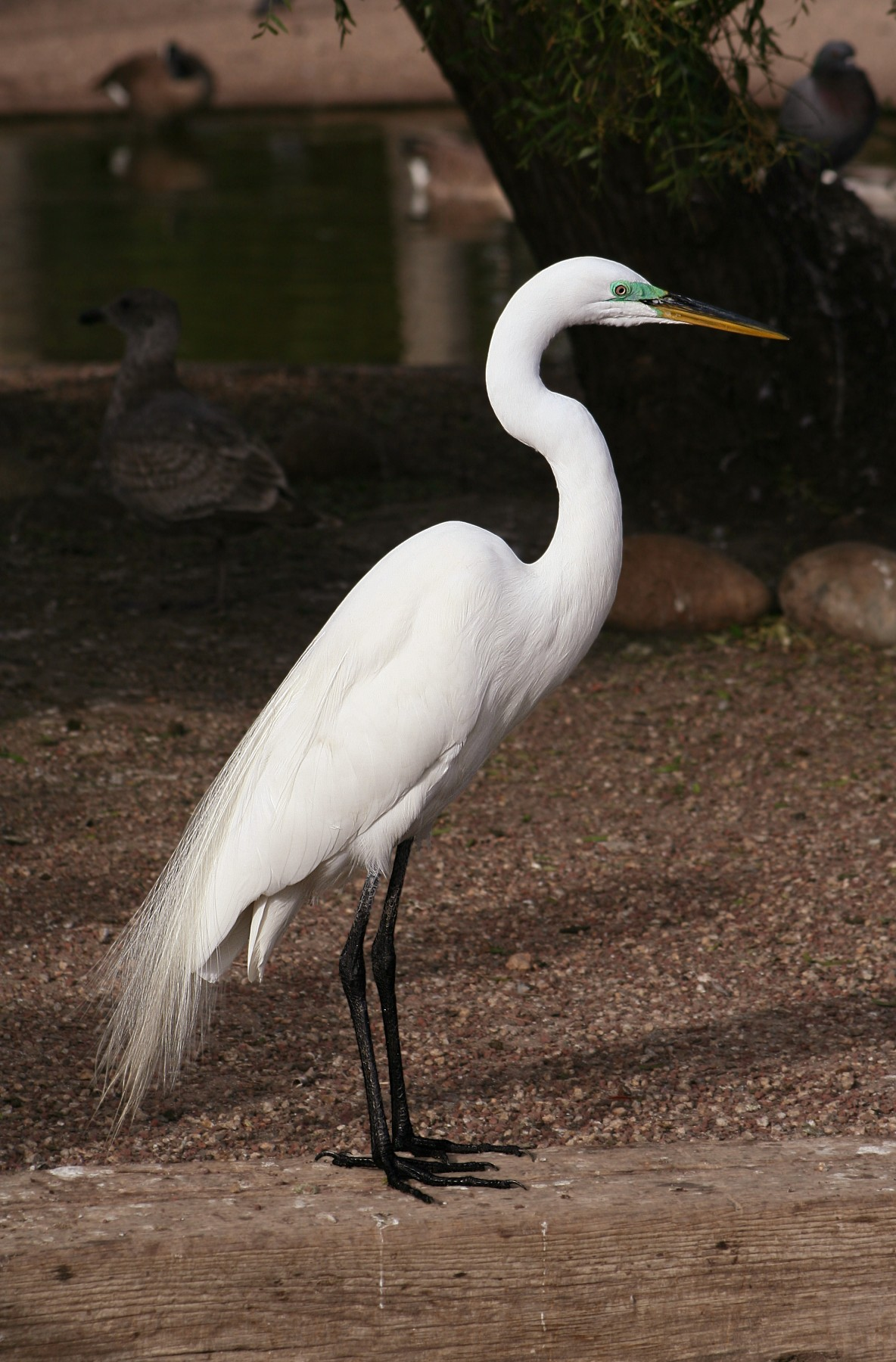
Casmerodius albus
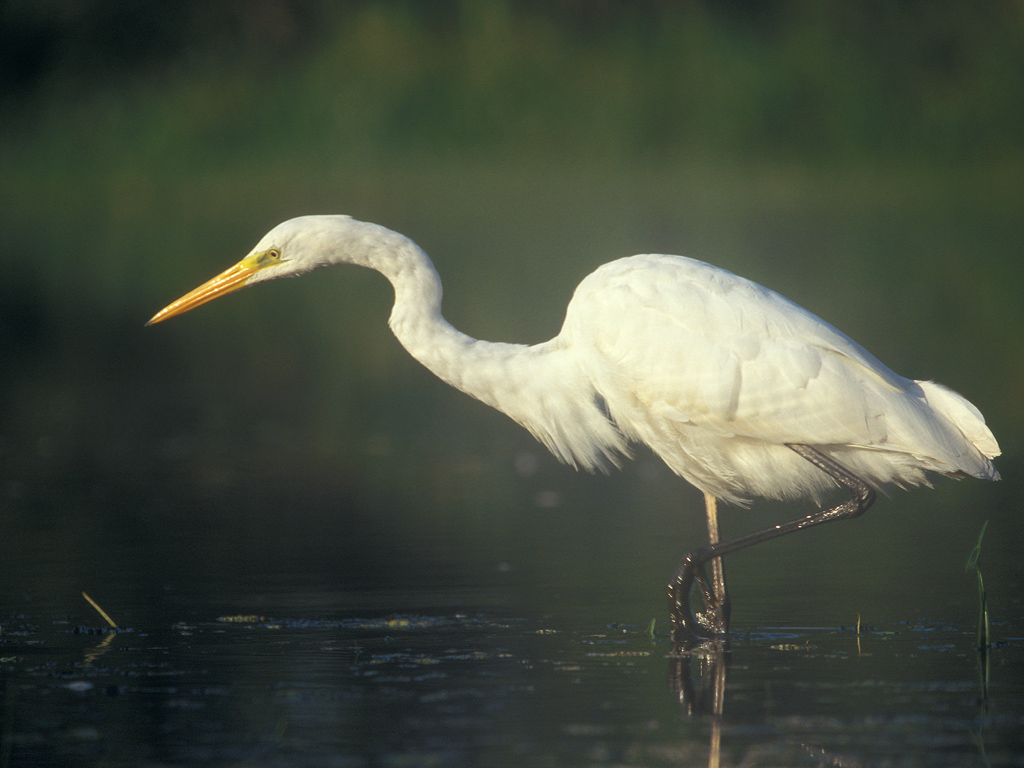
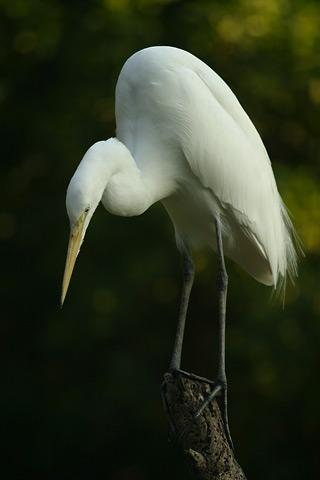
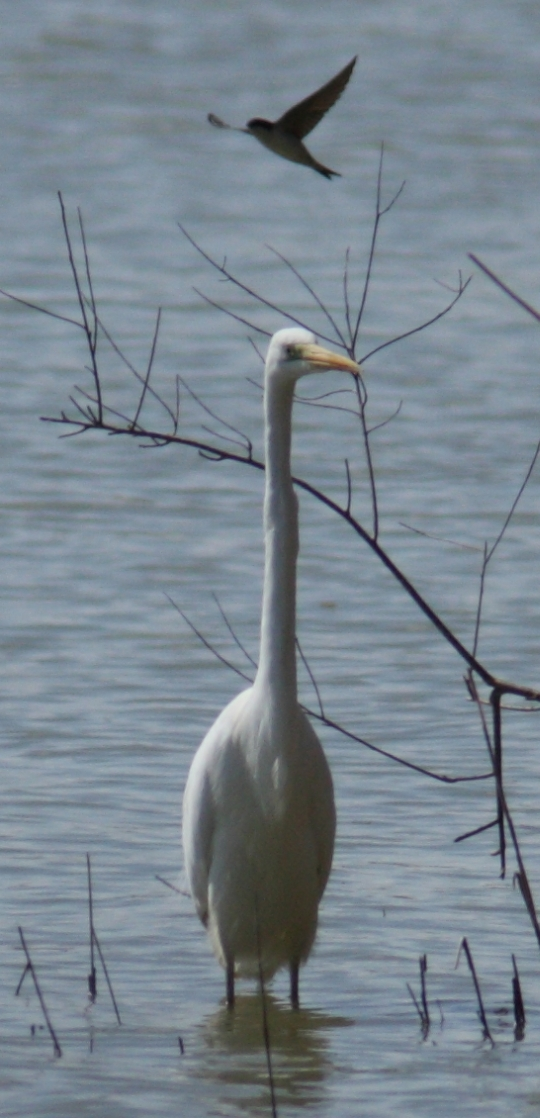
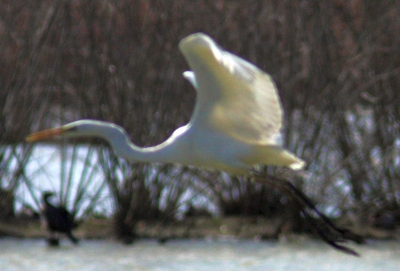
Esemplare in volo
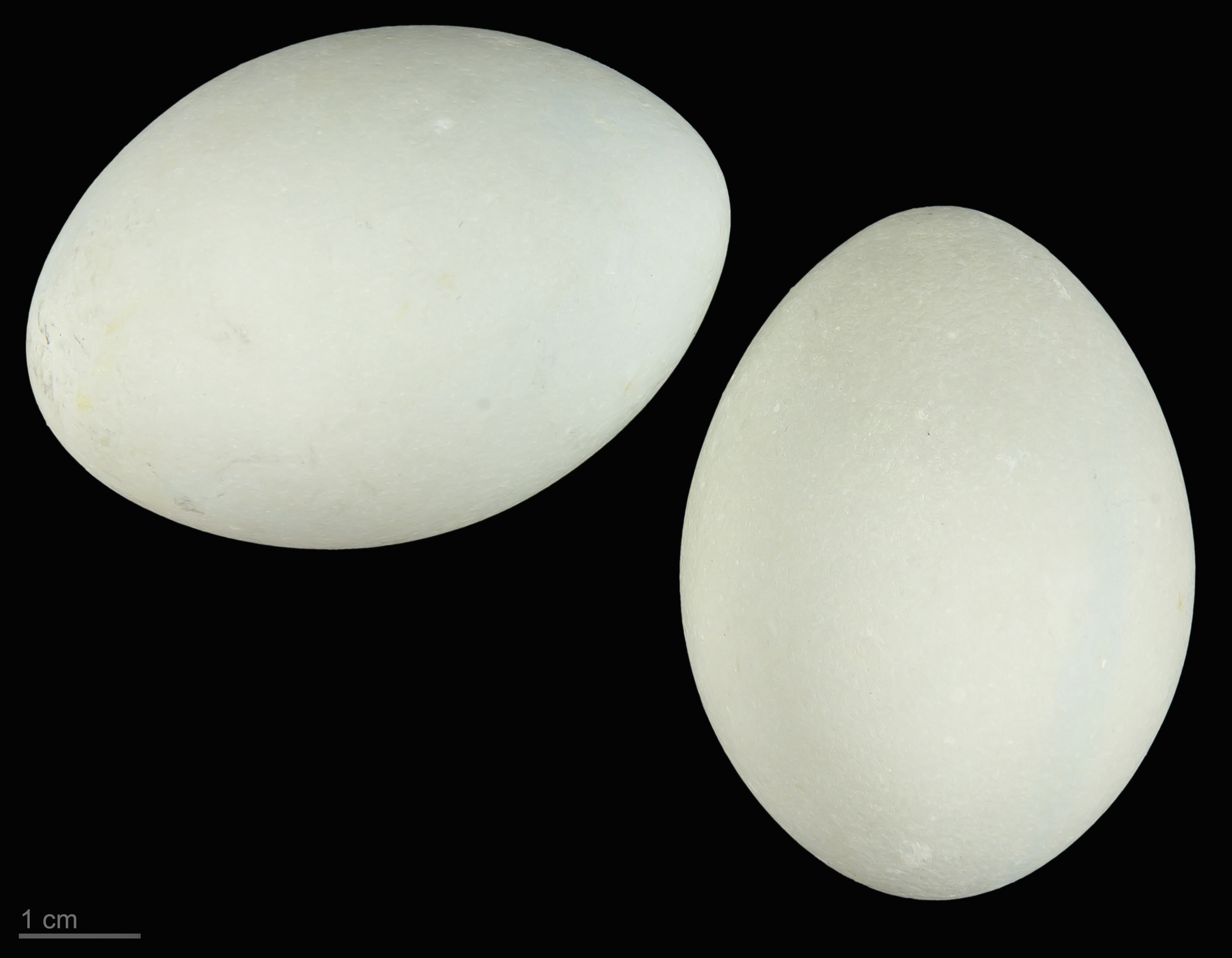
Campione museale di uova di Ardea alba